# Schronisko w Mącznej Skale
Schronisko w Mącznej Skale – jaskinia w Dolinie Kluczwody w granicach Wielkiej Wsi, w gminie Wielka Wieś w powiecie krakowskim, w województwie małopolskim. Pod względem geograficznym jest to obszar Wyżyny Olkuskiej wchodzący w skład Wyżyny Krakowsko-Częstochowskiej.

## Opis obiektu
Jest to obiekt typu schronisko. Znajduje się na orograficznie lewym zboczu Doliny Kluczwody, u podnóży niewielkiej skałki zaliczanej do grupy Mącznych Skał. Od szlaku turystycznego wiodącego dnem Doliny Kluczwody prowadzi do niej nieznakowana ścieżka. Schronisko ma trzy otwory. Dwa główne to dziury w ziemi widoczne dopiero z bliska. Jedna z nich ma mniej więcej okrągły kształt, druga to podłużna szczelina. Pod nimi jest metrowej głębokości studzienka stanowiąca salkę o długości około 7 m. Na jej spągu zalega ziemia zmieszana ze skalnym rumoszem. Ku południowemu wschodowi odchodzą od niej ciasne, opadające szczeliny. Ku północy strop salki podnosi się i tworzy kominek. Jego górny koniec znajduje się 0,2 m powyżej otworu i jest zawalony kamieniami. Ku południu odchodzi z salki boczna odnoga zawalona skalnym rumoszem.
Schronisko powstało w późnojurajskich wapieniach i jest krasowego pochodzenia. Nacieków brak, w głębszych partiach jest ciemne i wilgotne. Ze zwierząt obserwowano ślimaki, muchówki i pająki. E. Sanocka-Wołoszynowa w 1981 r. stwierdziła dwa ich gatunki: Meta menardi i Nesticus cellulanus.
Po raz pierwszy jaskinię opisał Kazimierz Kowalski w 1951 r. W 1981 r. E. Sanocka-Wołoszynowa badała w niej faunę pajęczaków. W kwietniu 2015 r. dokumentację i plan jaskini opracował N. Sznober.

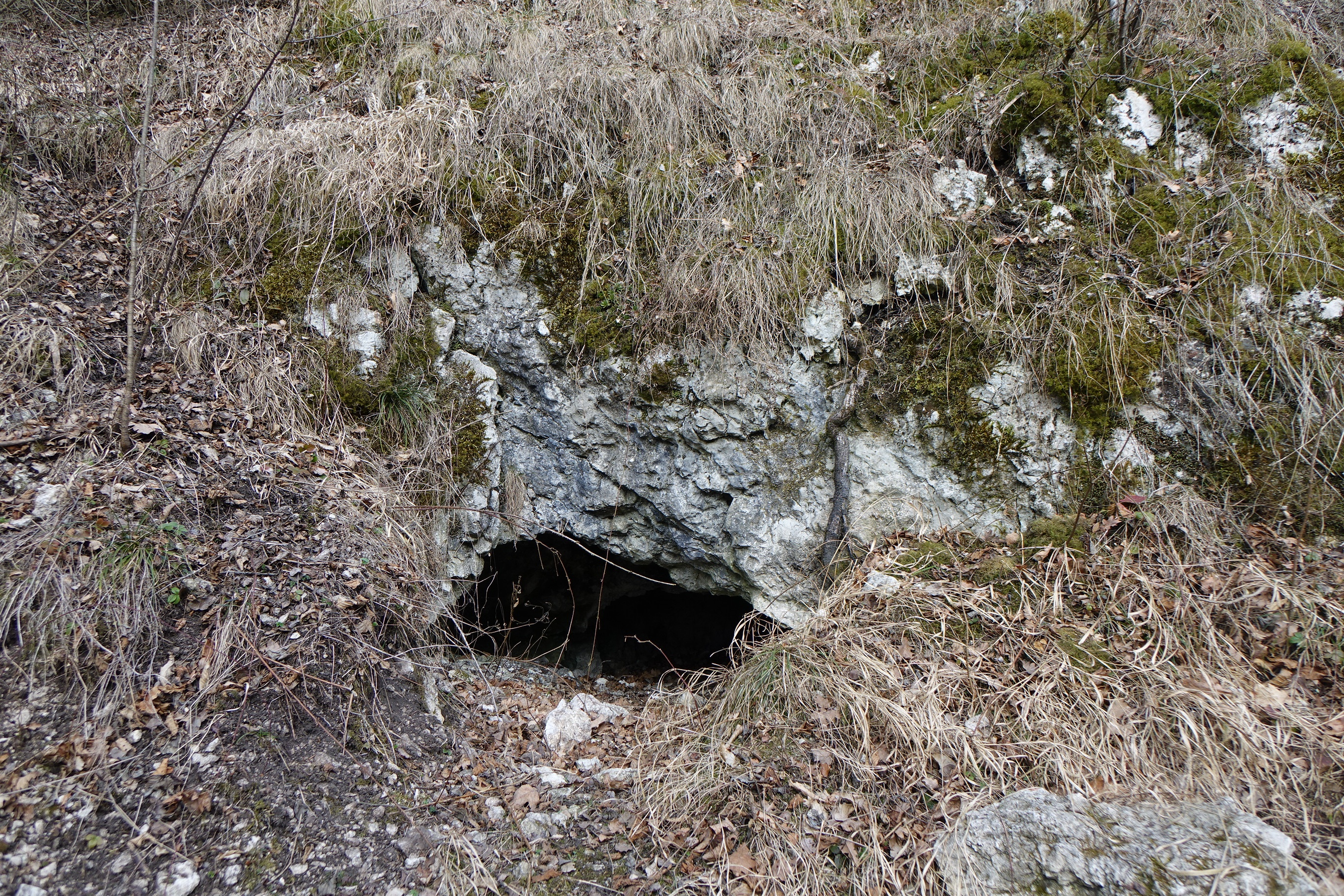
Otwór 1
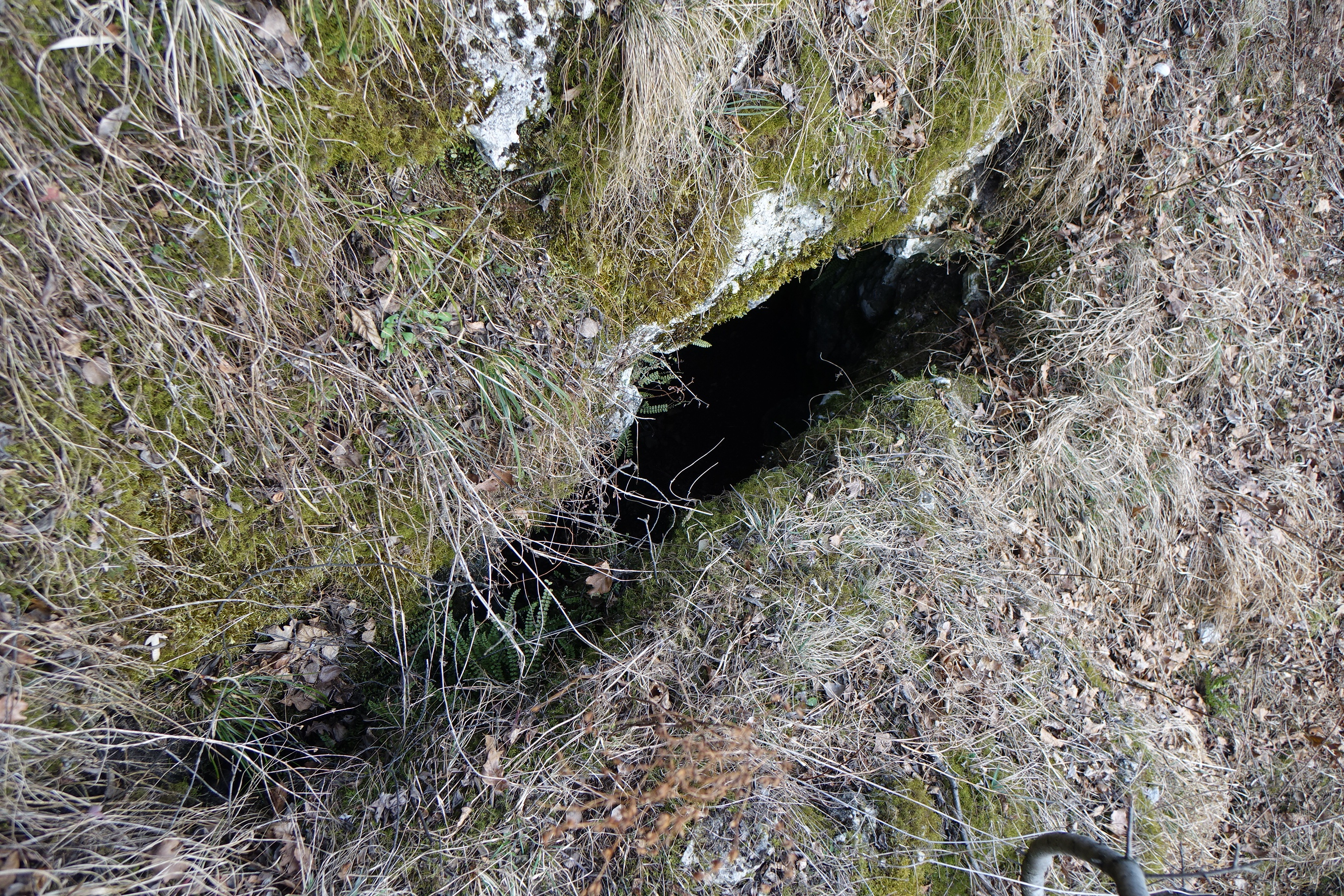
Otwór 2
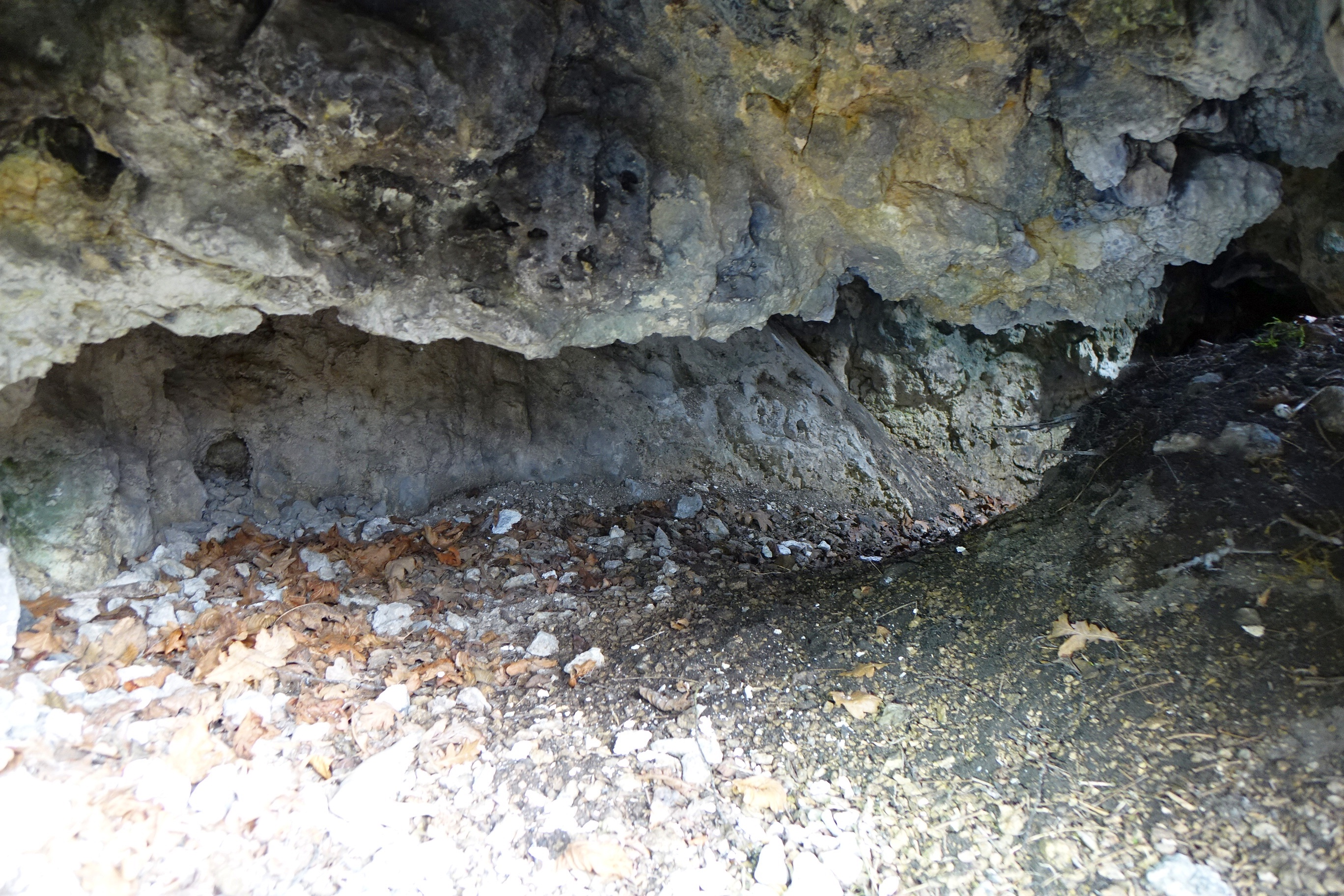
Salka